# Dernier week-end entre amies
Dernier week-end entre amies (Lies Between Friends) est un téléfilm américano-canadien réalisé par Walter Klenhard et diffusé le 31 juillet 2010 sur Hallmark Channel.

## Fiche technique
- Titre original : Lies Between Friends
- Réalisation et scénario : Walter Klenhard (en)
- Durée : 88 minutes
- Pays :  États-Unis,  Canada

## Distribution
- Gabrielle Anwar (VF : Adeline Moreau) : Joss Jenner
- Susan Hogan : Rebecca Read
- Thea Gill : Cait Randell
- Venus Terzo (VF : Louise Lemoine Torrès) : Dr Stephanie Johnson
- Sarah-Jane Redmond (VF : Isabelle Ganz) : Laura Holmes
- Kurt Evens : Keith Holmes
- Tyler Roope : Kevin Holmes
- Anne Openshaw (en) (VF : Valérie Nosrée) : Wendy Heaton
- John Newton : Doug Hardy
- Carrie Genzel (en) : Beth Hardy
- Aidan Jarrar : Trent Hardy
- Françoise Robertson (en) : Marti Halvern
- Craig Sheffer (VF : Constantin Pappas) : le shérif Zach Tom Watts
- Roman Podhora : Billy
- Daniel Arnold : l'adjoint Ford
- Andrew Mcliroy : M. Mindren
- Barry Bowman : le prêtre
- L. Harvey Gold : M. Whitney
- Matt Hamilton : Eric
- Josh Kalef : le photographe